# Jean-Luc Azoulay
Jean-Luc Azoulay (* 23. September 1947 in Sétif, heute Algerien) ist ein französischer Drehbuchautor, Komponist und Fernsehproduzent, der auch unter dem Pseudonymen Jean-François Porry und Fitzgerald Artman arbeitete. Er prägte Frankreichs Medienlandschaft durch die von ihm mitgegründete AB Groupe mehr als zwei Jahrzehnte lang.

## Biografische Angaben
Azoulay wurde in der damaligen französischen Kolonie Algerien geboren. Er entstammt einer sephardischen Familie. 1962 – wenige Tage vor der Unabhängigkeit Algeriens – zog die Familie nach Frankreich. Azoulay begann zunächst ein Medizinstudium, das er allerdings abbrach, als er sich 1966 dem Management der Sängerin Sylvie Vartan anschloss. Von 1978 bis 1997 leitete Azoulay das französische Medienunternehmen AB Groupe, das er zusammen mit Claude Berda gegründet hatte.

## Beruflicher Werdegang

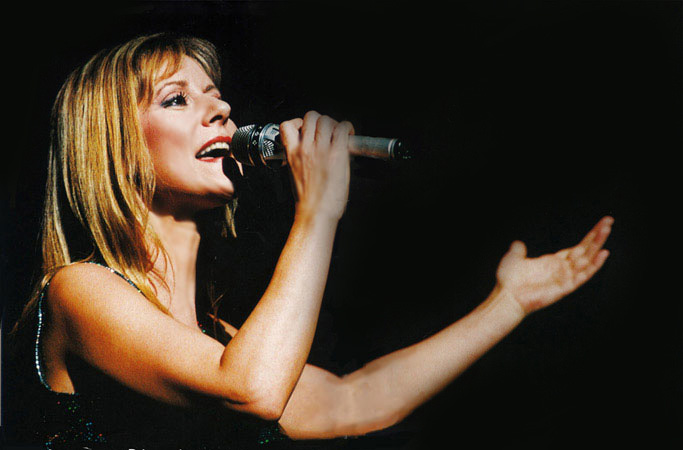
Von Azoulay produziert: Dorothée

Ab 1978 produzierte Azoulay für die AB Groupe zunächst Musik für Jugendliche und Kinder. In vielen Fällen schrieb er die Texte der Lieder selbst, oft arbeitete er auch mit dem Komponisten und Arrangeur Gérard Salesses zusammen. 
1987 stieg die AB Groupe zusammen mit der Entertainerin Dorothée und dem Sender TF1 in die Fernsehunterhaltung ein. Das Unternehmen schuf unter maßgeblichem Einfluss von Azoulay im folgenden Jahrzehnt für jugendliche Zuschauer eine ganze Reihe formal eigenständiger, aber untereinander verknüpfter Shows und Sitcoms mit teilweise identischen Darstellern. Zu den Fernsehproduktionen der AB Groupe für Jugendliche gehörten unter anderem Club Dorothée, Jacky Show, Salut les Musclés, La Croisière foll’amour, Premiers Baisers, Les Années fac, Les Années bleues, Hélène et les Garçons, Le Miracle de l’amour und Les Vacances de l’amour. Die Zielgruppe dieser sehr erfolgreichen Produktionen wird in Frankreich als Génération AB bezeichnet. Zu den Stars der Génération AB gehörten nach Dorothée und Emmanuelle Mottaz anderem Hélène Rollès, Camille Raymond, Manuela Lopez und Ariane Carletti gehörten.